# Friederike Grün

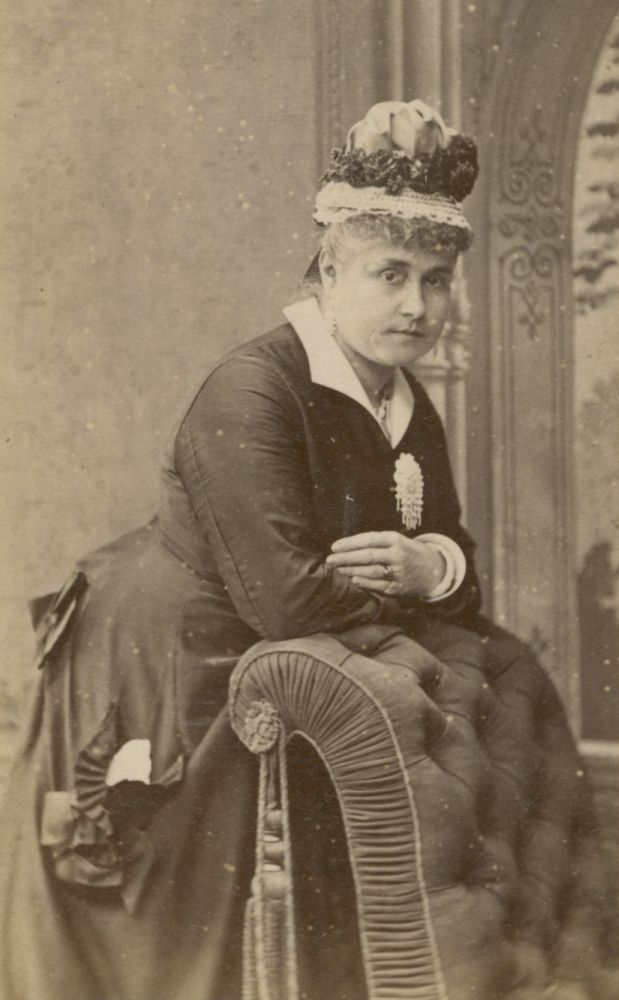
Friederike Grün

Friederike Christine Grün, verheiratete Friederike von Sadler (14. Juni 1836 in Mannheim – 6. Februar 1923 ebenda) war eine deutsche Opernsängerin (Sopran).

## Leben
Schon frühzeitig fiel ihre schöne Stimme auf. Sie nahm Gesangsunterricht bei Hofkapellmeister Vincenz Lachner und betrat 1857 am Hoftheater ihrer Vaterstadt zum ersten Mal die Bühne. 1862 wurde sie für die Frankfurter Bühne verpflichtet. Dann folgten Engagements in Köln 1863 bis 1864, an den Hofbühnen in Kassel 1864 bis 1886, Berlin 1866 bis 1869 (worauf sie sich zu Francesco Lamperti nach Mailand begab), Stuttgart 1870 bis 1871, Coburg-Gotha 1875 bis 1877. Vor dem Antritt dieses Engagements jedoch erschien sie vielfach zu Gast am Wiener Hofoperntheater, in Rotterdam, Bologna (wo sie bei der ersten Aufführung des Thannhäuser in Italien die „Elisabeth“ sang), Mannheim, Frankfurt etc. Die Künstlerin – 1874 vom Herzog von Coburg-Gotha zur Kammersängerin ernannt – wurde auch nach Bayreuth zu den Festspielen geladen, um 1876 die „Frieda“ zu verkörpern. Sie vermählte sich 1869 mit dem kaiserlich russischen Kollegiensekretär von Sadler, verließ 1877 die Bühne gänzlich und schlug ihren bleibenden Wohnsitz in St. Petersburg auf. Nach dem Tod ihres Mannes kehrte sie in ihre Heimatstadt zurück.